# Nationalsozialistisches Reiterkorps
Nationalsozialistisches Reiterkorps (NSRK) ist seit 1936 die umfassende Bezeichnung aller berittenen Einheiten der NS-Kampforganisationen innerhalb der NSDAP. Es umfasste formal die Reiter-SA, die Reiter-HJ und die Reiter-SS, welche allerdings im Rahmen des NSRK autonom agierte. Das NSRK bestand zwischen März 1936 und Mai 1945.

## Unterstellungsverhältnis
Das NSRK war zum einen der Reichsinspektion SA-Reitschulen und zum anderen dem Reichsinspektor für Reit- und Fahrausbildung unterstellt.  Beide Funktionen übte der  SA-Obergruppenführer Karl-Siegmund Litzmann aus und dieser war allein dem SA-Stabschef verantwortlich, der als oberster Dienstherr und Stellvertreter Adolf Hitlers fungierte.

## Aufgabenbereich

### Allgemeines
Das Nationalsozialistische Reiterkorps wurde am 10. März 1936 mit der Aufgabe aufgestellt, dass in ihm eine einheitliche Reit- und Fahrausbildung aller Mitglieder der berittenen Sonderformationen der NS-Organisationen vor deren Militärdienstzeit durchgeführt werde. Alle Wehrpflichtigen, die gedachten, in der Wehrmacht oder der SS-Verfügungstruppe berittenen Einheiten anzugehören, waren verpflichtet, im NSRK ihren Reiterschein zu erwerben. Dieses galt auch für Angehörige der Reiter-SS, die ansonsten autonom agierte.
Ferner oblag es dem Nationalsozialistischen Reiterkorps, die Reit- und Fahrausbildung sämtlicher Reserveoffiziere und Reserveoffiziersanwärter sowie Wehrmachtsbeamten des Heeres, sofern eine solche Einrichtung nicht in den Stammeinheiten vorhanden war.
Durch Verfügung des Reichsjugendführers waren seit dem 14. März 1936 alle Angehörigen der Reiter-HJ verpflichtet, dem NSRK beizutreten und dort die Reiterscheinprüfung abzulegen. Dabei galt dort die Regel, dass der Reitausbildung im NSRK einen höheren Stellenwert als dem HJ-Sportdienst beigemessen wurde.
Am 23. November 1936 wurde vom Bundesführer des Soldatenbundes verkündet, dass alle ehemaligen Soldaten, die im Heer eine Reiterausbildung durchlaufen hatten, sich freiwillig dem Nationalsozialistischen Reiterkorps anzuschließen hatten, um die erworbenen Fähigkeiten weiterhin zu erneuern und auszubauen.

### Reiterscheinprüfung
Der Reichsinspektor für Reit- und Fahrausbildung veranstaltete alljährlich im Reichsgebiet eine Prüfung zur Erlangung des Reiterscheines. Der Erwerb eines Reiterscheines versprach zum einen bei einem freiwilligen Eintritt in das Reichsheer, die Verwendung in den gewünschten Truppenteil. Zum anderen gab es das Versprechen, bei der pflichtgemäßen Aushebung bevorzugt als Fahrer oder Reiter eingesetzt zu werden.
Anstelle der amtlichen Reiterscheine wurden an Angehörige der Reiter-HJ sogenannte Jugendreiterscheine ausgegeben. Allen Inhabern eines Reiterscheines innerhalb der Reiter-HJ wurde das HJ-Reitabzeichen in Form einer Ärmelscheibe verliehen.

## Definition
Das Nationalsozialistische Reiterkorps wurde 1936 mit dem Zweck gegründet, allen Mitgliedern der Reiter-HJ und der Reiter-SA sowie der Reiter-SS eine Aufnahme in die Kavallerieeinheiten der Wehrmacht und Verfügungstruppe zu ermöglichen und in allen berittenen Formationen einen einheitlichen Ausbildungsstand zu gewährleisten.
Während des Zweiten Weltkrieges spielte das Nationalsozialistische Reiterkorps nur noch eine untergeordnete Rolle. Vielmehr beschränkte sich sein Hauptaufgabenbereich auf die vor- und nachmilitärische Ausbildung von SA und HJ. Darüber hinaus unterstützte diese Organisation Offiziersanwärter der Wehrmacht und der Waffen-SS bezüglich ihrer Abschlussprüfungen, sofern diese dem NSRK entstammten und diese Unterstützung gewünscht wurde. Nach dem Ende des Krieges wurde das NSRK 1946 verboten. Von einer Verurteilung als verbrecherische Organisation wurde es ausgenommen, da das Nationalsozialistische Reiterkorps als Bestandteil der Gesamt-SA angesehen wurde.

## Uniformierung
Im Gegensatz zu anderen NS-Organisationen wurde für das NSRK keine einheitliche Uniformierung eingeführt und alle Angehörigen trugen die Uniformen ihrer Stammorganisationen. So wurden im NSRK sowohl die braunen SA-Uniformen als auch die schwarzen Uniformen der Allgemeinen SS sowie die braun-schwarzen Uniformen der Hitlerjugend verwendet. Alle Einheiten wiesen sich durch zwei überkreuzte Lanzen aus, die bei den SA- und SS-Einheiten auf dem rechten Kragenspiegel und auf einem Ärmelabzeichen am linken Unterarm getragen wurden. Bei höheren SA- und SS-Führern wurden die Lanzen nur auf einem Ärmelabzeichen am linken Unterarm getragen. Angehörige der HJ trugen die Lanzen ebenfalls nur auf einem Ärmelabzeichen am linken Unterarm.